# 天然ダム

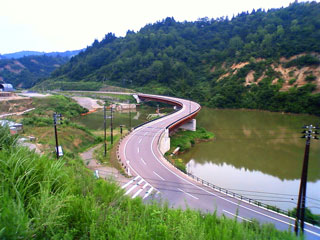
新潟県中越地震により生じた天然ダム。旧道が水没したため、湛水地の上に橋を付け替えた場所（芋川）。

天然ダム（てんねんダム）とは、大雨や地震、火山噴火などの自然現象のために、土砂などが河川の水の流れを堰き止めるようになった地形をいう。また、この地形によって形成された、水を大量に蓄積する現象を指す場合もある。

## 概要
天然ダムは、主に、地震や集中豪雨、火山噴火などに伴う山腹の崩壊、地すべりの流下による流路の閉塞、火山噴出物といった自然現象により形成されるダムを指す。人工のダムは天然ダムには含まれない。
天然ダムは通常、形成後、数時間 - 数日程度のうちに崩壊（決壊）し、下流に影響を及ぼすこともある。規模が大きくなると、水路を完全に閉塞して湖沼を形成することもある。その湖沼は、永続的なものであれば、堰止湖（せきとめこ）と呼ばれる。
文章に残る日本最古の記録は『続日本紀』であり、734年に発生した畿内七道地震に触れる中で「山崩川擁」（山が崩れ川を塞ぐとする意）とする被害を記述している。

## 日本における呼称
日本の国土交通省はこの地形または現象を河道閉塞（かどうへいそく）と呼称している。また、「天然ダム」と呼称する場合もある。また、マスメディアなどの報道では報道機関によって表現がまちまちであり用語は統一されていない。特に新潟県中越地震以降、地震湖、地震ダム、震災湖、震災ダム、土砂崩れダム、土砂ダム、災害ダムなど、発生原因による表現方法や単に異なった表現方法が用いられることが多い。
平成23年台風12号により形成された天然ダムを報道する際の例
報道各社のホームページでは、2011年段階で、次の呼称が用いられている（2011年9月9日閲覧）。これは「天然ダム」を忌避しているため。
- 土砂ダム:日本テレビ、TBS、テレビ朝日、朝日新聞、毎日新聞、共同通信、ロイター通信
- 土砂崩れダム:フジテレビ、読売新聞
- 天然ダム:産経新聞
- せき止め湖（堤体ではなく湛水域として）:NHK

平成30年7月豪雨により形成された天然ダムを報道する際の例
平成30年7月豪雨の報道では、前述の表現とは異なる呼称となっている社があり、社内でも統一はされていない。
- 土砂ダム:朝日新聞
- 自然のダム:日本テレビ
- 天然ダム:毎日新聞、NHK

## 被害と対策
天然ダムは構造的に脆弱であるため、自重や越流水、地震の余震により容易に崩壊する。この際に、大量の土砂と河川水が混濁して土石流や鉄砲水となって流下し、天然ダムの下流域に大災害を招くこともある。この災害への対策として天然ダムに特有のものには、天然ダムの水位を下げるための仮排水路の造成、および、天然ダムを構成している土塊の撤去があげられる。この際に問題となり得る要素には、流水による浸食に耐えうる仮排水路を整備すること、水分を含んだ土塊の移動先を確保すること、その土塊を適切な手段によって移動させること、などが挙げられる。

## 日本の主な発生地

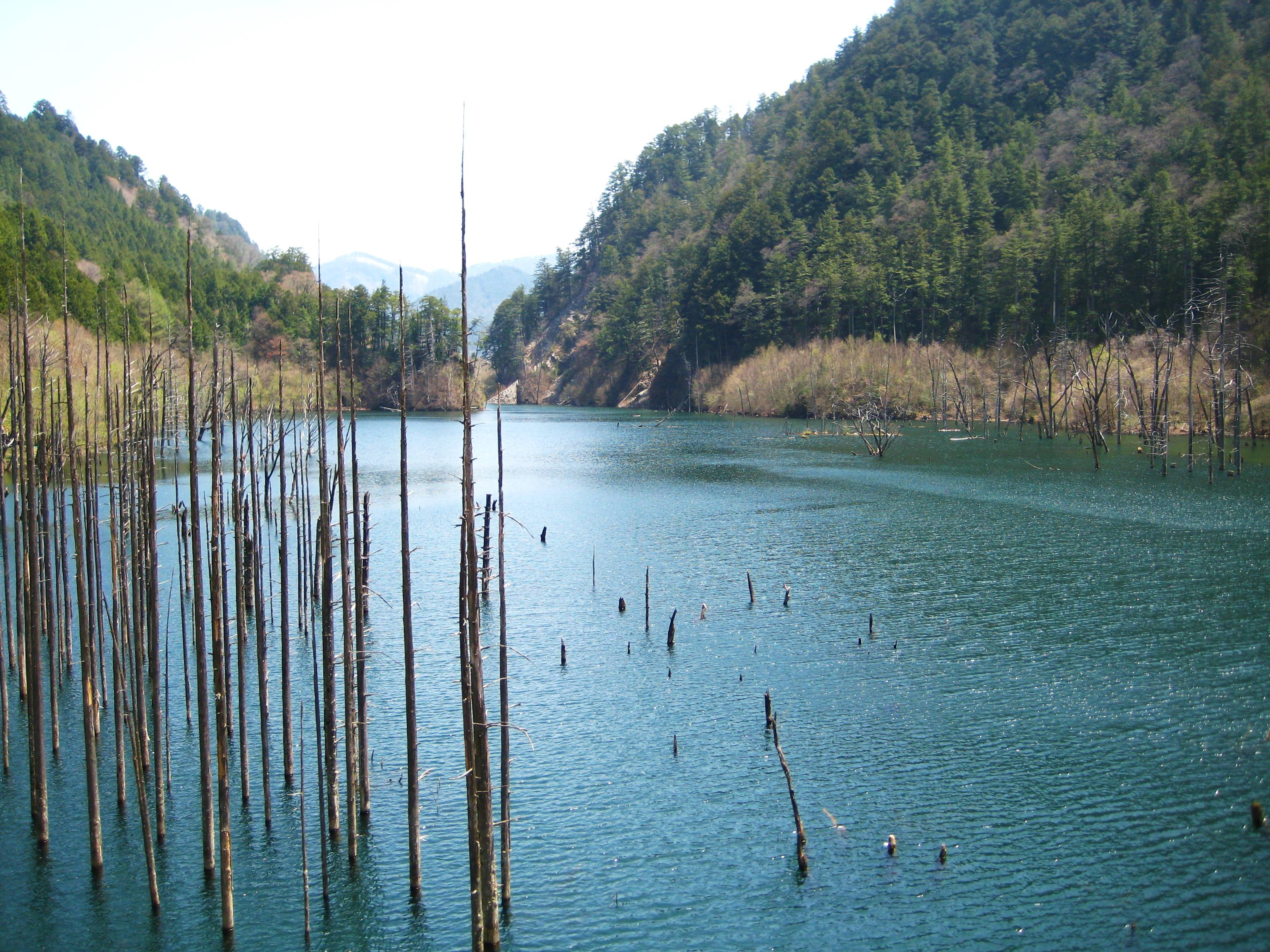
1984年（昭和59年）9月14日に発生した長野県西部地震で王滝川が堰き止められて生じた

### 有史以前
- 長野県青木湖。約3万年前、成因：糸魚川静岡構造線での大規模な斜面崩落[5]
- 新潟県只見川。約5350年前、成因：沼沢火山の噴出物。1.7km3[6]

### 有史以降
- 長野県千曲川支流の大月川。（887年（仁和3年）、成因：仁和地震、東海・南海地震）湛水量は5.8億m3と推定[7]。日本最大規模。古千曲湖（南牧湖[8]）、古相木湖などの呼称あり[9][10][11]
- 滋賀県大津市の安曇川（1662年（寛文2年）、成因：琵琶湖西岸地震）
- 栃木県日光市の鬼怒川支流の男鹿川（1683年（天和3年）。成因：日光地震）高さ70mで湛水面積は現在の五十里湖より大きかった。1723年（享保8年）の大雨で決壊し、死者1200人を出す土石流となり宇都宮市近辺まで被害が及んだ。
- 静岡県富士宮市の富士川（1707年（宝永4年）および1854年（嘉永7年）、成因：宝永地震および安政東海地震）白鳥山の崩壊による。何れも3日後に決壊。
- 高知県越知町の仁淀川（1707年（宝永4年）、成因：宝永地震）4日後に決壊[12][13][14]。
- 長野県姫川 （1714年）成因：信濃小谷地震。湛水量 5570万m3、3日後に決壊[7]。
- 群馬県吾妻川（1783年（天明3年）、成因：浅間山の噴火）
- 長野県犀川（1847年（弘化4年）、成因：善光寺地震）湛水量は3億m3[15]、3.5億m3[16]と推定される。
- 富山県立山連峰の鳶山崩れ、常願寺川の洪水 (1858年（安政5年）、成因：飛越地震)
- 福島県桧原湖一帯の湖沼（1888年（明治21年）、成因：磐梯山噴火に伴う火山噴出物）
- 奈良県吉野郡十津川村（旧十津川郷）（1889年（明治22年）、成因：台風による豪雨→十津川大水害）
- 長野県松本市（上高地）の大正池 （1915年（大正4年）、成因：焼岳噴火に伴う火山噴出物）
- 神奈川県の震生湖 （1923年（大正12年）、成因：大正関東地震による地滑り）
- 和歌山県かつらぎ町（旧花園村）（1953年（昭和28年）、成因：集中豪雨及び台風→紀州大水害）。貯水量約2500万m3で、2か月後の台風13号接近時に破堤[17]。
- 長野県王滝村 王滝川 1984年（昭和59年）9月14日の長野県西部地震による御嶽山の山麓の山体崩壊
- 新潟県山古志村（現在の長岡市） 芋川（2004年（平成16年）、成因：新潟県中越地震による地滑り）
- 富山県の祖父谷の天然ダム湖（1995年（平成7年）成因：7.11水害に伴う地滑り）
- 岩手県一関市・磐井川（2008年（平成20年）、成因：岩手・宮城内陸地震）
- 和歌山県田辺市熊野、奈良県五條市大塔町赤谷、奈良県吉野郡野迫川村北股、奈良県吉野郡十津川村長殿、栗平（2011年（平成23年）、成因：台風12号による集中豪雨）[18][19][20]
- 石川県輪島市町野川上流域。（2024年（令和6年）、成因： 能登半島地震 (2024年)）[21]。

## 世界の主な発生地
- 大渡河  (中国、1786年、地震により形成、10日後に決壊し、下流域で10万人以上が死亡）
- シスル湖（アメリカ合衆国、1983年、地すべりにより形成。排水路工事完了に伴い消滅。この地すべりと天然ダムにより、シスルの町は壊滅し、再建されることなく放棄された）
- アッタバード湖（パキスタン、2010年、地すべりにより形成）